# IraQueer
IraQueer (en árabe: عراق کویر, en kurdo: عیڕاق کویر) es una organización no gubernamental iraquí con sede en Suecia que defiende los derechos LGBT en Irak. Fue fundada en 2015 y se encarga de la educación, la defensa y servicios directos. IraQueer ofrece servicios directos que responden a necesidades urgentes, como alojamiento seguro y apoyo a solicitantes de asilo. IraQueer también responde a informes de las Naciones Unidas y organiza eventos.
La organización se ha asociado con organizaciones locales e internacionales, entre ellas OutRight Action International, MADRE, COC Nederland y Gay Times. También ha generado una reacción negativa dentro del país y ha sido rechazada por funcionarios del gobierno iraquí.
IraQueer no está registrada en Irak porque las organizaciones LGBT no pueden registrarse allí y se ve obligada, por razones de seguridad, a realizar la mayor parte del trabajo de forma anónima. Su fundador, Amir Ashour, vive en Suecia y fue galardonado con el premio “Generation Change Award” en los MTV Europe Music Awards de 2021 en Budapest.

## Historia
Antes de fundar IraQueer, Ashour había trabajado con organizaciones iraquíes de derechos humanos, así como con organizaciones internacionales como MADRE y OutRight Action International en la documentación y defensa de los derechos de las personas LGBT+, según un discurso que pronunció en la cumbre. Durante su trabajo como activista, conoció y entrevistó a personas LGBT+ iraquíes. Esto más tarde inspiró la formación de IraQueer, según dijo Ashour.
En 2015, IraQueer se lanzó en línea el 3 de marzo, dirigido por voluntarios. Inicialmente, IraQueer publicó relatos de personas LGBT+ iraquíes en una revista en línea, así como recursos educativos en árabe, kurdo e inglés. Estos incluían una guía legal, una guía de salud sexual y una guía de seguridad. Unos meses después del lanzamiento de su sitio web, IraQueer también brindó capacitaciones y participó en la defensa internacional.

## Proyectos
A diciembre de 2020, IraQueer ejecutaba 3 tipos de proyectos: educación, defensa y servicios directos.

### Educación
IraQueer produce recursos escritos y visuales en árabe, kurdo e inglés para generar conciencia entre y sobre los iraquíes LGBT+. También ofrece capacitaciones y talleres a las partes interesadas relevantes para promover el movimiento LGBT+. Algunos ejemplos de proyectos que se enmarcan en este marco son:
- Una guía de seguridad para iraquíes LGBT+ para aumentar su seguridad física y digital.
- Una guía de salud sexual para aumentar la conciencia sobre la salud entre los iraquíes LGBT+.
- Una guía legal que detalla las leyes iraquíes protectoras y discriminatorias contra los ciudadanos LGBT+.
- Un libro de cuentos que contiene historias LGBT+ de Irak titulado "Living on the Margins" ("Vivir al margen").
- Un programa de radio quincenal que habla sobre diferentes aspectos de lo que significa ser LGBT+ en Irak. Este proyecto se realiza en colaboración con otra organización iraquí.
- Una serie de videos animados que hablan sobre los diferentes aspectos de ser una persona LGBT+ en Irak. Todos los videos están disponibles en árabe y kurdo, con subtítulos en inglés.
- Talleres para organizaciones sin fines de lucro, funcionarios gubernamentales, empresas y otros grupos que estén interesados en los derechos humanos de las personas LGBT+. Las capacitaciones se realizan en árabe, kurdo o inglés.

### Defensa de los derechos
IraQueer lidera los esfuerzos de defensa de los derechos humanos de los ciudadanos LGBT+. IraQueer tiene como objetivo lograr este objetivo mediante la colaboración directa con las Naciones Unidas y otras plataformas internacionales, la publicación de informes y presentaciones, y la celebración de eventos. Algunos ejemplos incluyen:
- 2 informes paralelos presentados al Comité de Examen Periódico Universal. Estos informes fueron escritos con MADRE, OutRight Action International y otra organización iraquí.[4]
- 2 informes paralelos presentados al comité Convención sobre la Eliminación de Todas las Formas de Discriminación contra la Mujer. Estos informes fueron escritos junto con MADRE, OutRight Action International y otra organización iraquí.[4]
- Un informe sobre el papel de los medios iraquíes en la propagación de la violencia anti-LGBT+ llamado "Parcialidad: los medios iraquíes y la propagación de la retórica anti-LGBT+", publicado en junio de 2020. Analizaba los programas de televisión iraquíes sobre la homosexualidad y afirmaba que el 95% de las palabras utilizadas para referirse a las personas LGBT+ eran prejuiciosas en lugar de neutrales.[12] El informe fue apoyado por COC Nederland.[4]
- Estudio de referencia que destaca el estado de los derechos LGBT+ en Irak, titulado "Fighting for the Right to Live" ("Luchando por el derecho a vivir"), publicado en junio de 2018. El informe recibió el apoyo de COC Nederland.[4]

IraQueer ha dado discursos y ha aparecido en muchos canales de medios y plataformas internacionales, incluido el canal de televisión iraquí Al Sharqiya, la sesión de revisión de Irak en el Examen Periódico Universal de 2020, One Young World Summit, Huffington Post, la serie Build y BBC News.
En abril de 2021, Ashour protestó por la detención y tortura de personas LGBT+ en Irak, llevada a cabo por la organización Asayish.

### Servicios directos
IraQueer ofrece una serie de servicios directos, que incluyen alojamiento temporal seguro, apoyo a solicitantes de asilo con asesoramiento y conexión con grupos de apoyo.